# روبرت بيكر إيتكن
روبرت بيكر إيتكن (بالإنجليزية: Robert Baker Aitken)‏ هو ناشط سلام أمريكي، ولد في 19 يونيو 1917 في هونولولو في الولايات المتحدة، وتوفي بنفس المكان في 5 أغسطس 2010 بسبب ذات الرئة.

## سيرة حياته
وُلد روبرت إيتكين في مدينة فيلادلفيا بولاية بينسلفينيا في عام 1917، ثم نشأ في هاواي منذ سن الخامسة.
عاش في غوام بصفة مدني عمل في البناء - في بداية الحرب العالمية الثانية – اعتُقل من قبل اليابانيين واحتجز في معسكرات الاعتقال طوال فترة الحرب. في أحد معسكرات الاعتقال هذه في كوبه في اليابان عام 1944، التقى بالعالم راجينالد هوراس بليث، والذي أجرى معه مناقشات متكررة حول طائفة الزِنْ البوذية واللاسلطوية. عاد عند نهاية الحرب إلى هاواي وحصل على درجة البكالوريوس في الأدب الإنجليزي وماجستير في اللغة اليابانية من جامعة هاواي.
في أواخر الأربعينيات من القرن العشرين وأثناء ذهابه إلى فصول دراسية قصيرة في جامعة كاليفورنيا في بيركيلي في كاليفورنيا، التقى نيوغين سينزاكي. بدايةً في كاليفورنيا وعلى أمل اللقاء مع كريشنامورتي، بدأ في الدراسة مع سينزاكي في لوس أنجلوس. خلال هذه الفترة أصبح التزامه بالقضايا الاجتماعية اليسارية - مثل السلمية وحقوق العمال – صريحًا بشكل أكبر. نتيجة لآرائه، حقق معه مكتب التحقيقات الفيدرالي في تلك الفترة.
عاد إلى اليابان في عام 1950، بموجب منحة لدراسة الهايكو وتبع توصية سينزاكي بأن يدرس الزِنْ هناك. واشترك في أول سيسن في إنداكزي، وهو معبد في كاماكورا في اليابان. بعد ذلك بفترة قصيرة قابل سوين ناكاغاوا، الذي أقنعه  بالبقاء في معبد ريوزاوا خلال السبعة أشهر التي تلت ذلك. وخلال تلك الفترة، أخذ سوين مكان كبير أساقفة المعبد المريض غيمبو ياماموتو.  في عام 1957 تزوج من زوجته الثانية آن هوبكينز وقام برحلات متقطعة إلى اليابان. في عام 1957، التقى إيتكين مع هاكون ياستاني وجلس معه للمرة الأولى.
بدأ في عام 1959 مع آن مجموعة تأمل في هونولولو في مكان إقامتهما، والتي أصبحت تعرف باسم كوكوآن زندو. أطلق الاثنان على المجموعات التي كانت تجتمع في هذا الزندو اسم زي دايموند سانغا. ضمت الدايموند سانغا مراكزًا للزن في أمريكا الجنوبية وأستراليا ونيوزيلندا والولايات المتحدة وأوروبا، وهي مشهورة بسبب جعلها لتعاليم طائفة الزِنْ التقليدية الصارمة في متناول الممارسين العاديين.
في عام 1960، طلب سوين ناكاغاواروسي من الراهب الشاب إيدو تاي سيمانو السفر إلى الهونولولو للمساعدة في مركز دياموند سانغا.
في عام 1961، أقام إيتكين فترة طويلة في اليابان من أجل الدراسة تحت إشراف هاكون ياستاني، وأنهى دراسته في نهاية المطاف مع سوين. ثم عمل في العديد من الوظائف في مركز الشرق والغرب وفي جامعة هاواي حتى عام 1969، عندما انتقل هو وآن إلى ماوي في هاواي لتأسيس ماوي زندو في هايكو باويلا. دُعي كون يامادا روس لقيادة دياموند سانغا وانتقل إلى هاواي في عام 1971. في عام 1974 حصل إيتكين على إذن للتدريس من قبل كون يامادا، وتلقي منه انتقال دارما الكامل في عام1985.
أمضى روبرت أيتكين معظم سنوات شبابه كناشط اجتماعي، بدءًا من الاحتجاج على اختبارات الأسلحة النووية خلال الأربعينيات. ولقد كان ناقدًا صريحًا لحرب فيتنام، وكان معارضًا قويًا لسباق التسلح النووي بين الولايات المتحدة والاتحاد السوفيتي. وكان من أوائل المؤيدين لعلم البيئة المتقدم في أمريكا الدينية، وكان صريحًا في أفكاره بشأن المساواة بين الرجل والمرأة. في عام 1978، ساعد إيتكين في تأسيس زمالة السلام البوذية، وهي منظمة تدعو إلى حل النزاعات على مستوى العالم.
توفي إيتكين روس بعد فترة قصيرة من إصابته بالتهاب رئوي في 5 أغسطس في عام 2010 في الهونولولو في أواهو، هاواي.

## وصلات خارجية
- الموقع الرسمي